# Nationaal Park Utrechtse Heuvelrug

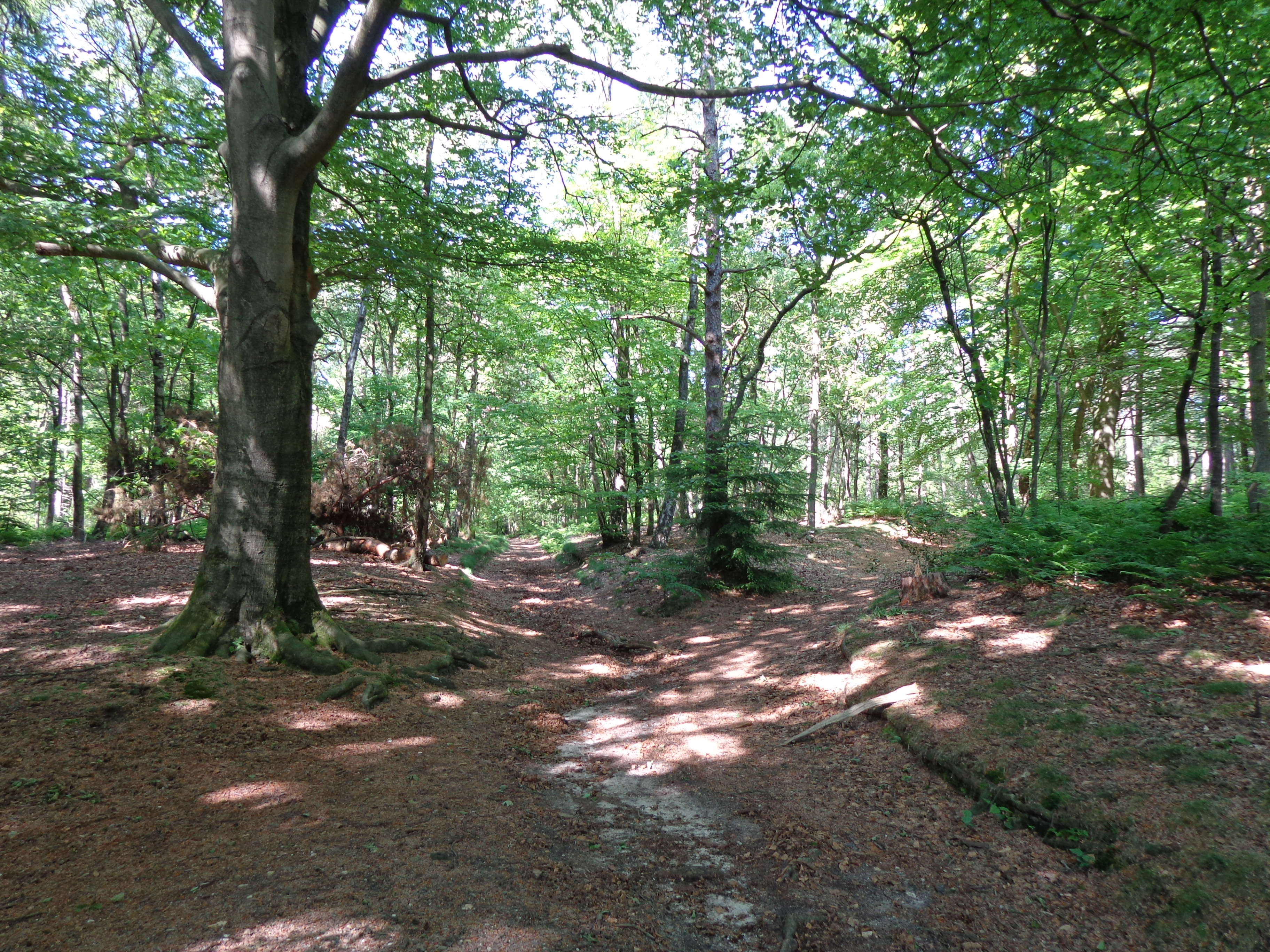
Heuvelachtig terrein in de Kaapse bossen

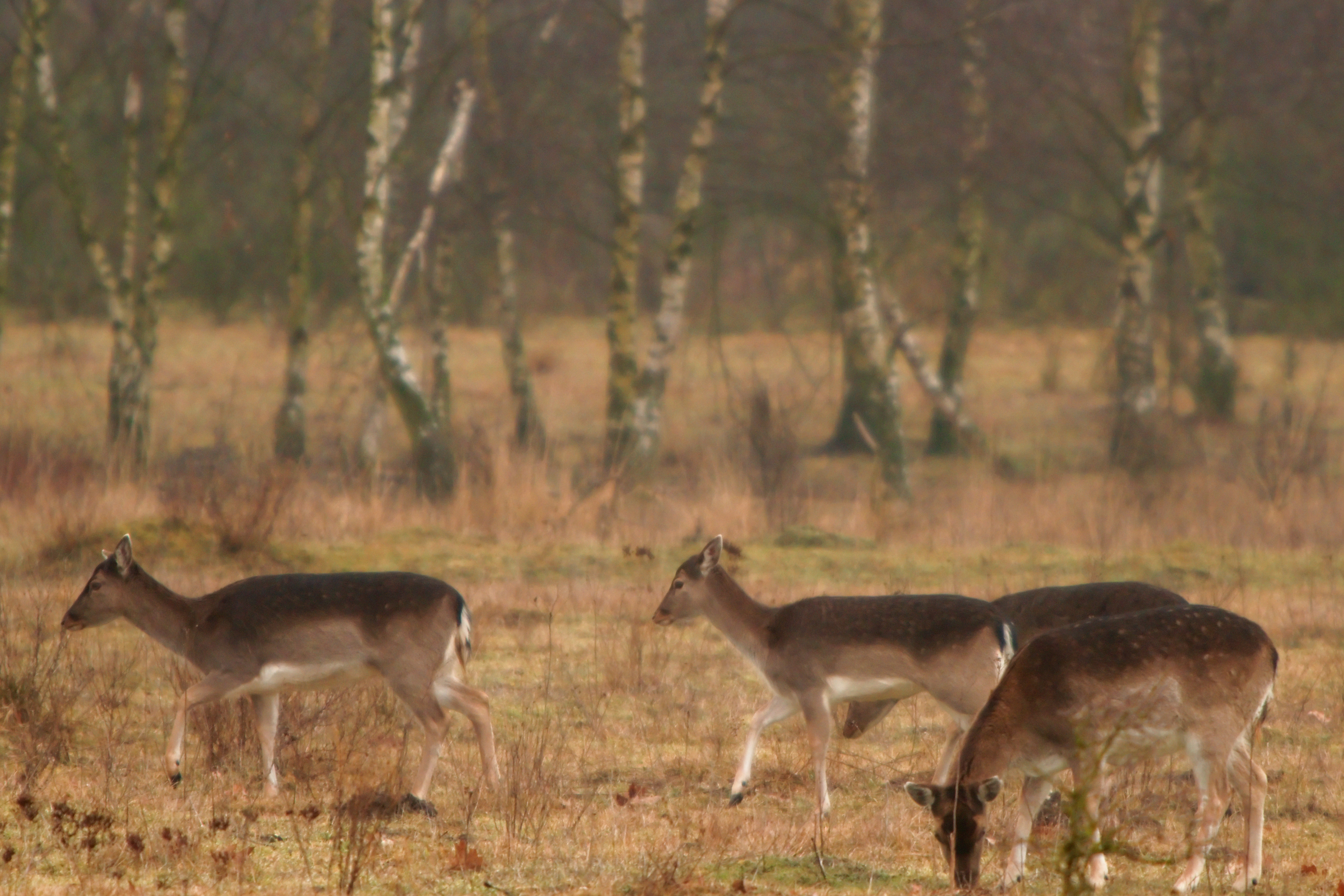
Damherten

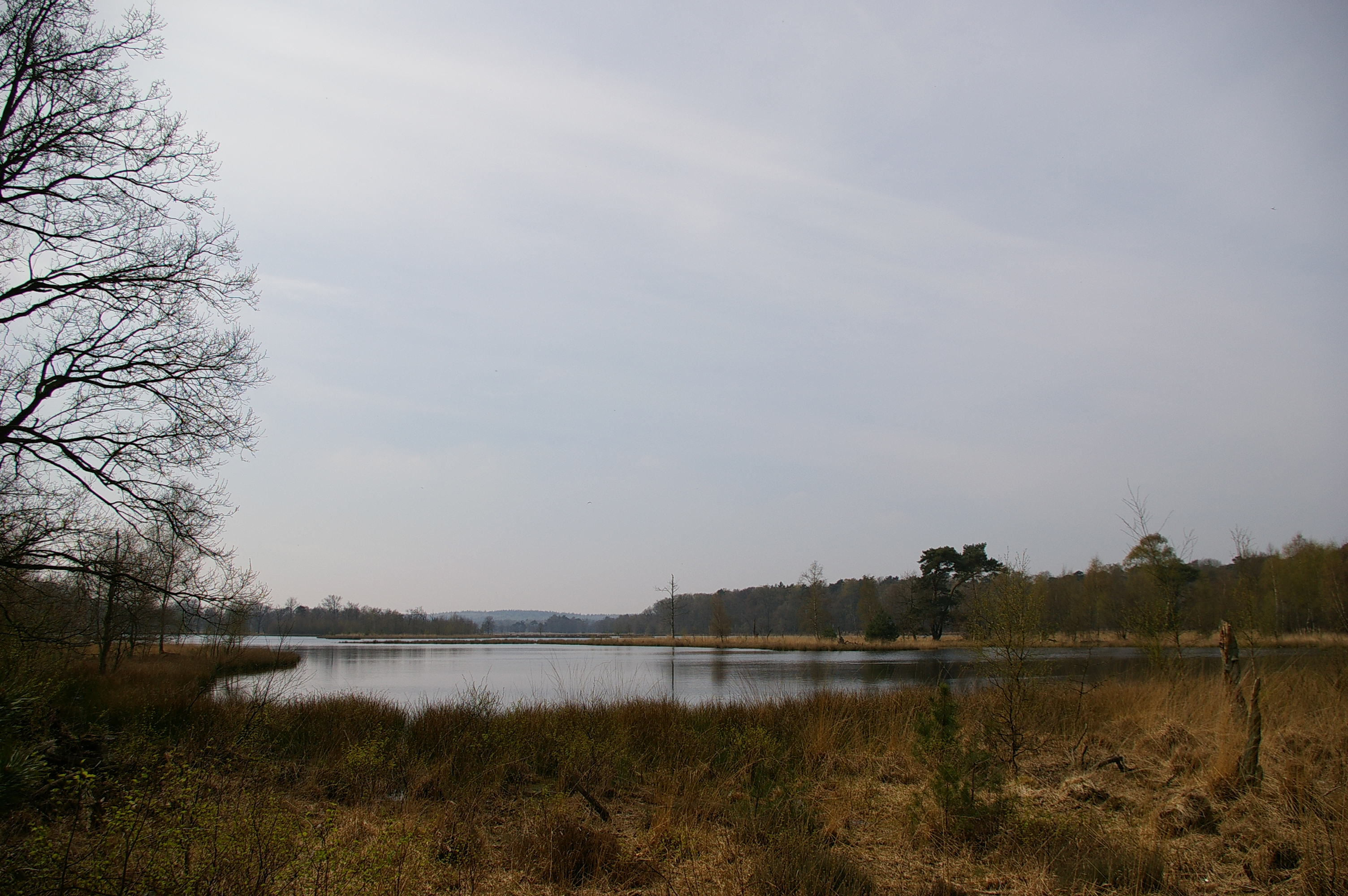
Leersumse veld

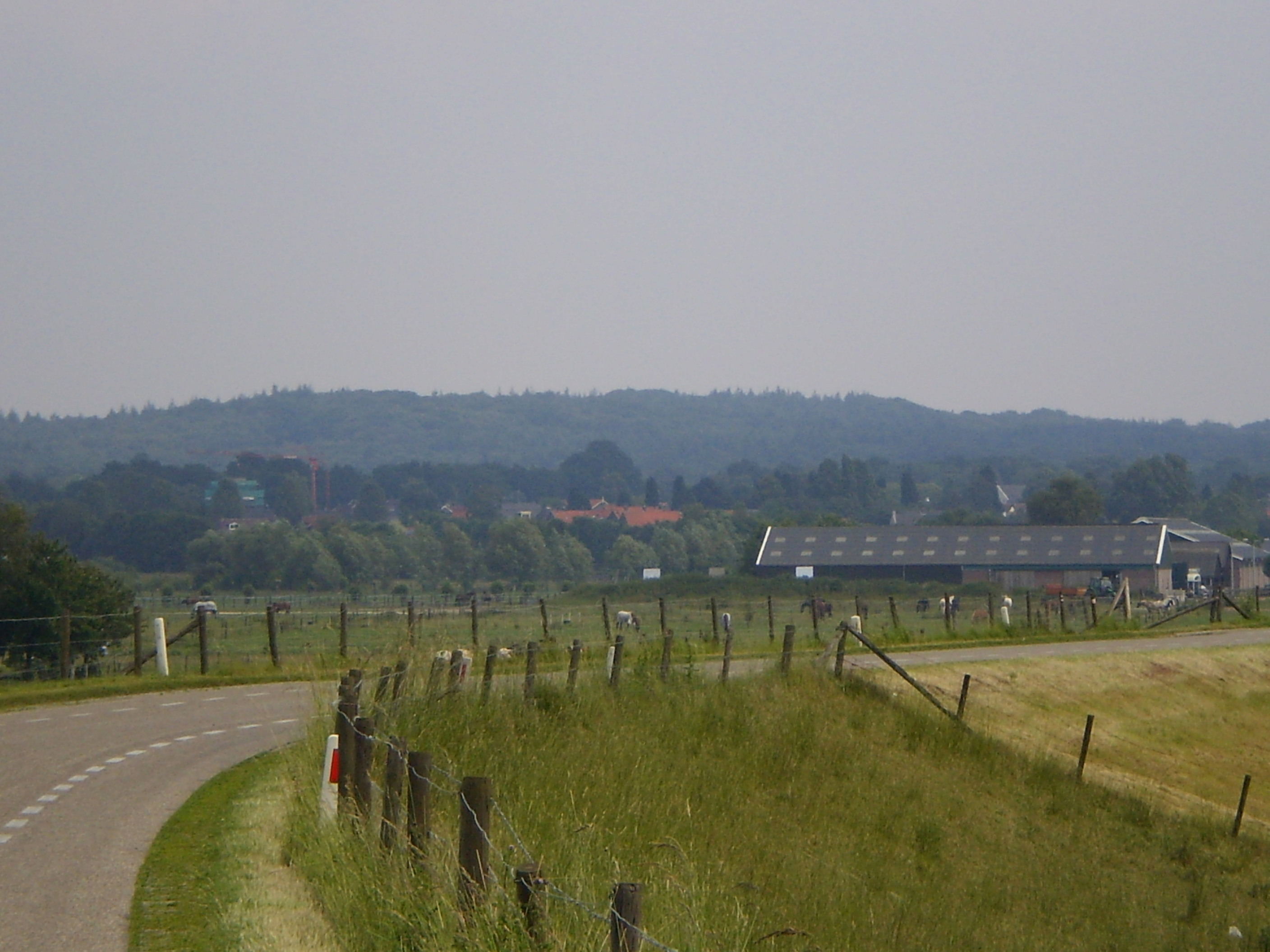
Zicht op de heuvelrug bij Amerongen

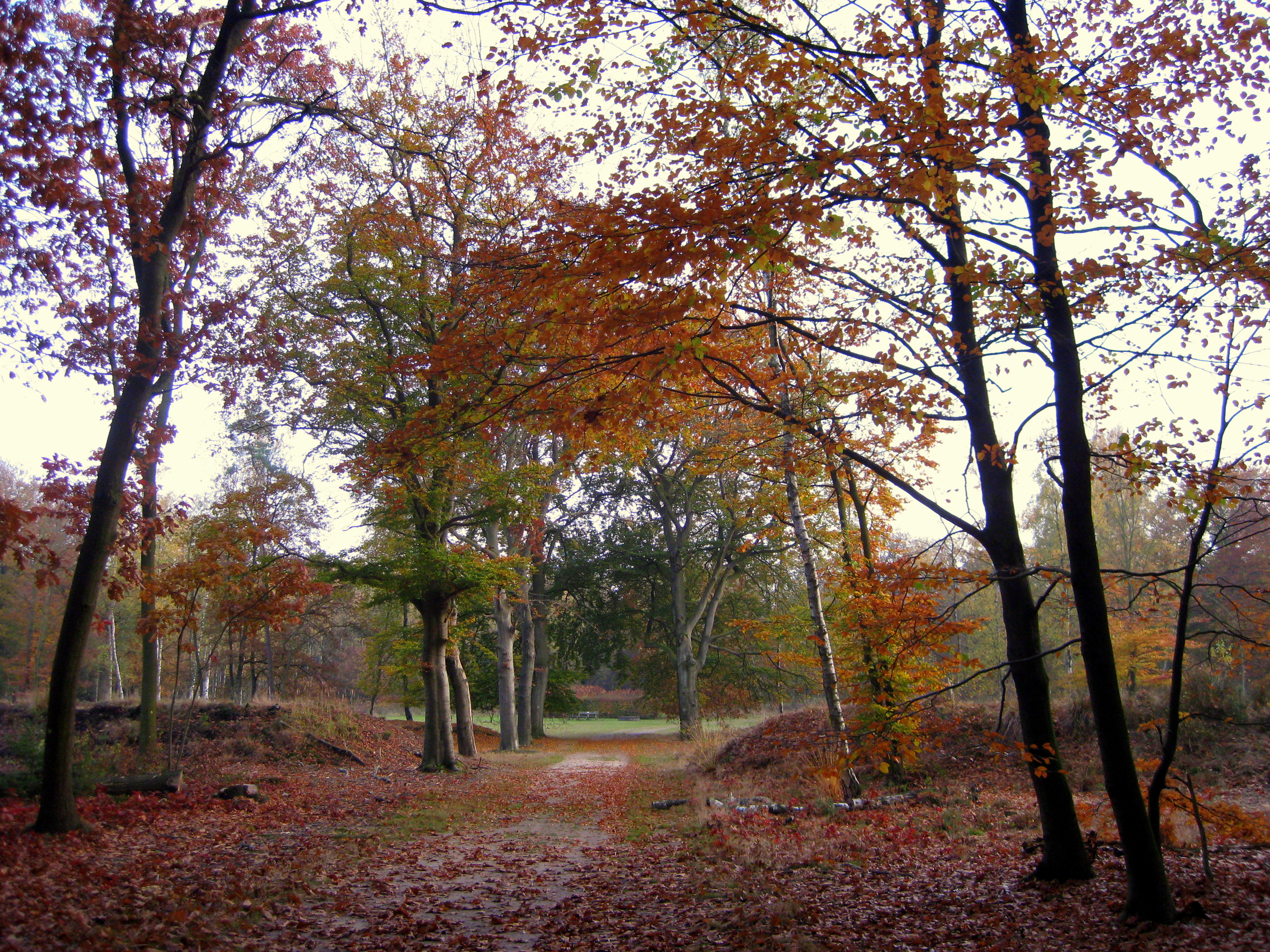
Laan op Wallenburg, een van de vele landgoederen op de Utrechtse Heuvelrug

Het Nationaal Park Utrechtse Heuvelrug is een nationaal park in de Nederlandse provincie Utrecht. Het ligt tussen Leusden en Rhenen en omvat een veelheid van landschapsvormen, waarvan de stuwwal de meest in het oog springende is. Ook heidevelden, stuifzanden en uiterwaarden maken deel uit van het nationaal park. De Heuvelrug is op de Veluwe na het grootste bosgebied van Nederland. Het nationaal park bestaat sinds 2003. In 2013 werd het aanzienlijk uitgebreid. Met het uitroepen tot nationaal park werd een wettelijke basis gelegd om het gebied te beschermen en aantrekkelijk te houden voor toekomstige generaties. Door de instelling van het nationaal park kan de Utrechtse Heuvelrug beter worden beschermd tegen de druk van stedelijke ontwikkelingen en tegen vergaande versnippering. De gezamenlijke eigenaren streven naar bescherming van de natuur en de cultuurhistorische waarden in het gebied.

## Omvang en ligging

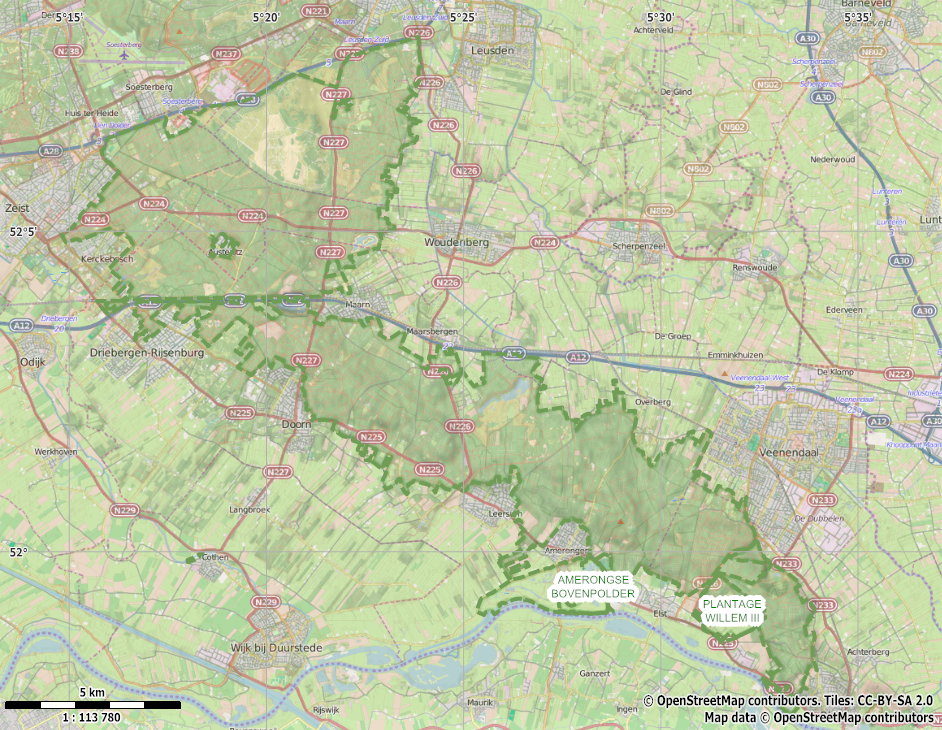

Het Nationaal Park Utrechtse Heuvelrug is een grotendeels heuvelachtige gebied van ongeveer 10.000 ha (100 km²). Het beslaat het zuidoostelijke deel van de Utrechtse Heuvelrug en bestaat uit bos, heide, zandverstuivingen en grasland.
Aan de zuidzijde, rondom Amerongen, bevinden zich de uiterwaarden van de Nederrijn die tot het nationaal park behoren.
Tot 2013 werd de noordgrens van het nationaal park gevormd door de A12 (en de spoorlijn Utrecht - Arnhem die er grotendeels parallel aan loopt). Dit was een ecologische barrière. Er zijn plannen gemaakt om ecoducten aan te leggen over deze autosnelweg en de ernaast gelegen spoorlijn. Deze ecoducten maakten deel uit van een pakket van maatregelen in het kader van het programma 'Heel de Heuvelrug' dat als doel had om de versnippering van de Heuvelrug tegen te gaan, zodat dieren en planten een groter aaneengesloten leefgebied zouden krijgen.
Ter hoogte van Elst zorgt een faunapassage onder de N225 voor een verbinding tussen de Heuvelrug en de uiterwaarden van de Rijn.
Naar het oosten toe strekt zich de Gelderse Vallei uit. Het ecoduct Rumelaar verbindt het Leersumse Veld met het natuurgebied Rumelaar. Het Leersumse Veld ligt op de Heuvelrug. Rumelaar ligt in de Gelderse Vallei. Het ecoduct overspant de A12 en de spoorlijn Utrecht-Arnhem ten oosten van Maarsbergen.
Het ecoduct Mollebos, tussen Driebergen en Maarn verbindt het zuidelijk deel van de Utrechtse Heuvelrug met het noordelijker gelegen gedeelte. Dit ecoduct is aangelegd in 2012.
Op 10 oktober 2013, 10 jaar na de oprichting van het nationaal park, liepen de voorzitter van het Nationaal Park Utrechtse Heuvelrug, Dick Wijte en gedeputeerde Bart Krol met een schaapskudde over het ecoduct Mollebos. Daarmee bezegelden ze de uitbreiding van het nationaal park met 4000 ha. Vanaf dat moment is ook het gebied tussen A12 en A28 deel van het nationaal park. De Leusderheide, de bossen van Zeist en Austerlitz, de landgoederen Bornia, Noordhout en Den Treek-Henschoten kwamen binnen het nationaal park te liggen.
In 2007 was een kudde van 50 schapen met hun herders van 17 september tot en met 7 oktober onderweg om de tocht van 100 km van de Nederrijn bij Rhenen tot aan het Gooimeer bij Naarden te lopen. Daarbij ontmoette de kudde tal van barrières. De tocht werd gemaakt om te laten zien hoeveel hindernissen wilde dieren op de Utrechtse Heuvelrug tegenkomen. Anno 2013 werd berekend, dat door de aanleg van ecoducten de tocht toen makkelijk in een week zou kunnen worden gedaan.
Op 25 januari 2018 werd een intentieovereenkomst getekend, waarin de provincie Utrecht, samenwerkende gemeenten, terreinbeheerders, belangenverenigingen, maatschappelijke organisaties waaronder de Natuur en Milieufederatie Utrecht (NMU), en ondernemers, hun ambitie uitspraken voor een groter Nationaal Park: de hele Heuvelrug, van Gooimeer tot Grebbeberg, ondergebracht in één groot Nationaal Park. In totaal zeventien partijen tekenden de overeenkomst, die het resultaat was van gesprekken die sinds 2016 werden gevoerd.

## Geologie en bodem
De Utrechtse Heuvelrug is een stuwwal, die is ontstaan tijdens de voorlaatste ijstijd, het Saalien.
Er zijn verschillende bodemsoorten te vinden in deze heuvelrug: eerdgronden, riviergronden en zandgronden. Het grootste deel betreft de zogenaamde podzolgronden, maar er komen in de stuifzandgebieden ook vaaggronden voor, waar nog vrijwel geen bodemvorming plaats heeft gevonden.

## Flora en fauna
Zoogdieren die in het nationaal park leven zijn onder meer het ree, de vos, de das en de zeldzame boommarter. Er broeden meer dan honderd soorten vogels in het nationaal park De Utrechtse Heuvelrug. 
In december 2023 werd de Utrechtse heuvelrug uitgeroepen tot territorium van de wolf, nadat twee mannelijke wolven door wildcamera's meermalen waren vastgelegd. De status van territorium bracht met zich, dat middelen vrijkwamen voor beschermende maatregelen ten behoeve van landbouwdieren.
Het streven is om, door het maken van ecologische verbindingszones, de biodiversiteit te vergroten.

### Ecologische verbindingen
De instelling van het Nationaal Park Utrechtse Heuvelrug was bedoeld om het gebied te beschermen tegen de vaak sluipende bedreigingen van verstedelijking en versnippering. Het nationaal park heeft geen planologische status, en kan dus niets afdwingen. Maar door het versterken van “collectieve bewustzijn van het belang van een aaneengesloten natuurgebied en door samenwerking van alle betrokkenen” kan gewaakt worden voor verdere teloorgang. Aaneengesloten natuurgebieden, zo is de gedachte, herbergen méér planten- en diersoorten dan kleinere, of versnipperde gebieden omdat ze grotere overlevingskansen bieden. Door de aanleg van ecoducten en fauna-tunnels en door het plaatselijk verwijderen van afrasteringen wordt geprobeerd de doorsnijdingen van het gebied ongedaan te maken. Naast de ecoducten Mollebos en Rumelaar over de A12 is het ecoduct Treeker Wissel sinds 2009 een ecologische verbinding in het middendeel van de Heuvelrug. Met het oog op verder uitbreidingen in noordwaartse richting zijn bijvoorbeeld de ecoducten Leusderheide over de A28 en de ecoducten Boele Staal en Beukbergen over de N237 van belang.

## Recreatie
Binnen het nationaal park is ruimte voor recreatie. Er is een netwerk van wandel-, fiets-, mountainbike- en paardenroutes. Die routes zijn geconcentreerd aan de zuidkant van het nationaal park. Daar liggen de meeste dorpen. Centraal op de Heuvelrug zijn minder routes en recreatieve voorzieningen. Deze zonering betekent dat het middengebied een rustgebied voor dieren blijft. Er kan gewandeld worden in een stille omgeving. Jaarlijks bezoeken meer dan een miljoen mensen het nationaal park. Om de bezoekers aan de randen van het nationaal park op te vangen zijn een aantal “poorten” en “groene entrees” aangelegd. Deze zijn de startplekken voor het bezoeken van het gebied. Er zijn parkeerplaatsen. Er is een informatiezuil en hier beginnen de wandelroutes. De entrees zijn bereikbaar met het openbaar vervoer. “Poorten” dienen voor de opvang van de bovenregionale bezoeker; deze zijn bereikbaar met de auto en/of de trein. De poorten hebben een hoog voorzieningenniveau en eventueel transferiummogelijkheden. “Groene entrees” dienen voor de opvang van lokale bezoekers. Het zijn startpunten van wandelroutes met een parkeerplaats, een informatiezuil en eventueel kleinschalige horecavoorzieningen. Voor het Nationaal Park Utrechtse Heuvelrug zijn de “poorten”: Station Driebergen-Zeist, het Henschotermeer en Kwintelooijen bij Veenendaal. De groene entrees liggen voor het grootste deel langs de zuidelijke rand van het nationaal park.

## Organisatie
Op 11 oktober 2003 werd het Nationaal Park Utrechtse Heuvelrug geopend door de toenmalige minister van Landbouw, Natuur en Voedselkwaliteit, Cees Veerman. 
Aan de instelling van het nationaal park lag ten grondslag een “Beheers- en Inrichtingsplan” dat door de betrokken partijen gezamenlijk was opgesteld. Dit plan werd begin 2003 door de minister goedgekeurd. In het plan werden de doelen en plannen omschreven op het gebied van natuur(-beheer), cultuur, natuurgerichte recreatie, onderzoek, communicatie en educatie.
Het nationaal park is juridisch een samenwerkingsverband van terreineigenaren, terreinbeheerders, overheden en belangenorganisaties. De eigenaren zijn Staatsbosbeheer, het Utrechts Landschap, de Vereniging Natuurmonumenten, Recreatie Midden-Nederland, de gemeente Utrechtse Heuvelrug, Landgoed Den Treek-Henschoten, het ministerie van Defensie, de gemeente Rhenen en particuliere eigenaren. Op zichzelf was het een huzarenstukje om al die verschillende eigenaren op één lijn te krijgen. Maar uiteindelijk zijn ze het met elkaar eens geworden over het belang, het karakter en de inrichting van het park: minder hekken, meer natuurlijk bos en heide en een aaneengesloten natuurlijk gebied met uitloper naar de uiterwaarden.
Het bestuur van het nationaal park was aanvankelijk in handen van het “overlegorgaan”. Later werd dit de “deelgebiedscommissie”. Hierin zijn terreineigenaren, overheden en belangenorganisaties vertegenwoordigd. De commissie, die het bestuurlijke fundament van het nationaal park vormt, wordt voorgezeten door een onafhankelijke voorzitter en heeft een onafhankelijke secretaris. De voorzitter was van 2004 tot 2016 Dick Wijte; hij is opgevolgd door Janine Caalders. Secretaris is Renske Zwart.
Naast de deelgebiedscommissie is in 2007 een “gebruikersplatform” opgericht. Dit is een klankbordgroep voor de gebruikers van het nationaal park en kan gevraagd en ongevraagd advies geven.
Alhoewel het nationaal park geen planologische status heeft en formeel niets kan afdwingen, wordt door saamhorigheid en verbeeldingskracht veel bereikt. Hoofddoel is het beschermen van de natuurlijke en culturele kwaliteiten van het gebied. Daarnaast is een doel om de mensen de gelegenheid te bieden om van die kwaliteiten te genieten.